# Satyrus ershovi
Satyrus ershovi är en fjärilsart som beskrevs av Andrej Nikolajewitsch Avinoff 1910. Satyrus ershovi ingår i släktet Satyrus och familjen praktfjärilar. Inga underarter finns listade.